# Columbariidae
Columbariidae zijn een familie van weekdieren uit de klasse van de Gastropoda (slakken).

## Geslachten
- Columbarium Martens, 1881
- Coluzea Finlay [in Allan], 1926
- Fulgurofusus Grabau, 1904
- Fustifusus Harasewych, 1991
- Peristarium Bayer, 1971
- Tropidofusus Harasewych, 2018

### Synoniemen
- Coluzea Finlay, 1926 => Coluzea Finlay [in Allan], 1926
- Histricosceptrum Darragh, 1969 => Fulgurofusus (Histricosceptrum) Darragh, 1969 => Fulgurofusus Grabau, 1904